# マウゴジャータ・ロシュコフスカ
マウゴジャータ・ロシュコフスカ（Małgorzata Roszkowska　1967年9月27日- ）はポーランドのビャウィストク出身の柔道選手。階級は48kg級。身長160cm。

## 人物
1989年のヨーロッパ選手権48kg級で3位になった。1991年の世界選手権では田村亮子に敗れて5位だった。1992年のバルセロナオリンピックでは初戦で敗れた。1994年の世界学生では優勝を果たした1995年の世界選手権では銅メダルを獲得した。しかし、1996年のアトランタオリンピックでは7位に終わりメダルを獲得できなかった。

## 主な戦績
- 1989年 - ポーランド国際　優勝
- 1989年 - ヨーロッパ選手権　3位
- 1991年 - 世界選手権　5位
- 1992年 - ドイツ国際　3位
- 1994年 - ドイツ国際　3位
- 1994年 - 世界学生　優勝
- 1995年 - 世界選手権　3位
- 1996年 - アトランタオリンピック　7位